# Сорочка (хутор)
 Сорочка  — упразднённый хутор в Тоцком районе Оренбургской области. Входил в состав Тоцкого сельсовета. В 2024 году включен в состав села Тоцкое.

## География
Находится к югу от железной дороги Самара-Оренбург у южной окраины районного центра села Тоцкое.

## Население
| 2010 |
| ---- |
| 146  |

Население составляло 121 человек в 2002 году (русские 84 %), 146 по переписи 2010 года.